# Unione Calcio Femminile Padova
L'Unione Calcio Femminile Padova, nota, per motivi di sponsorizzazione, come Gamma 3 Padova o per brevità come Padova, era una squadra di calcio femminile, attiva a Padova negli anni settanta e ottanta, vincitrice di due scudetti e una Coppa Italia.

## Storia

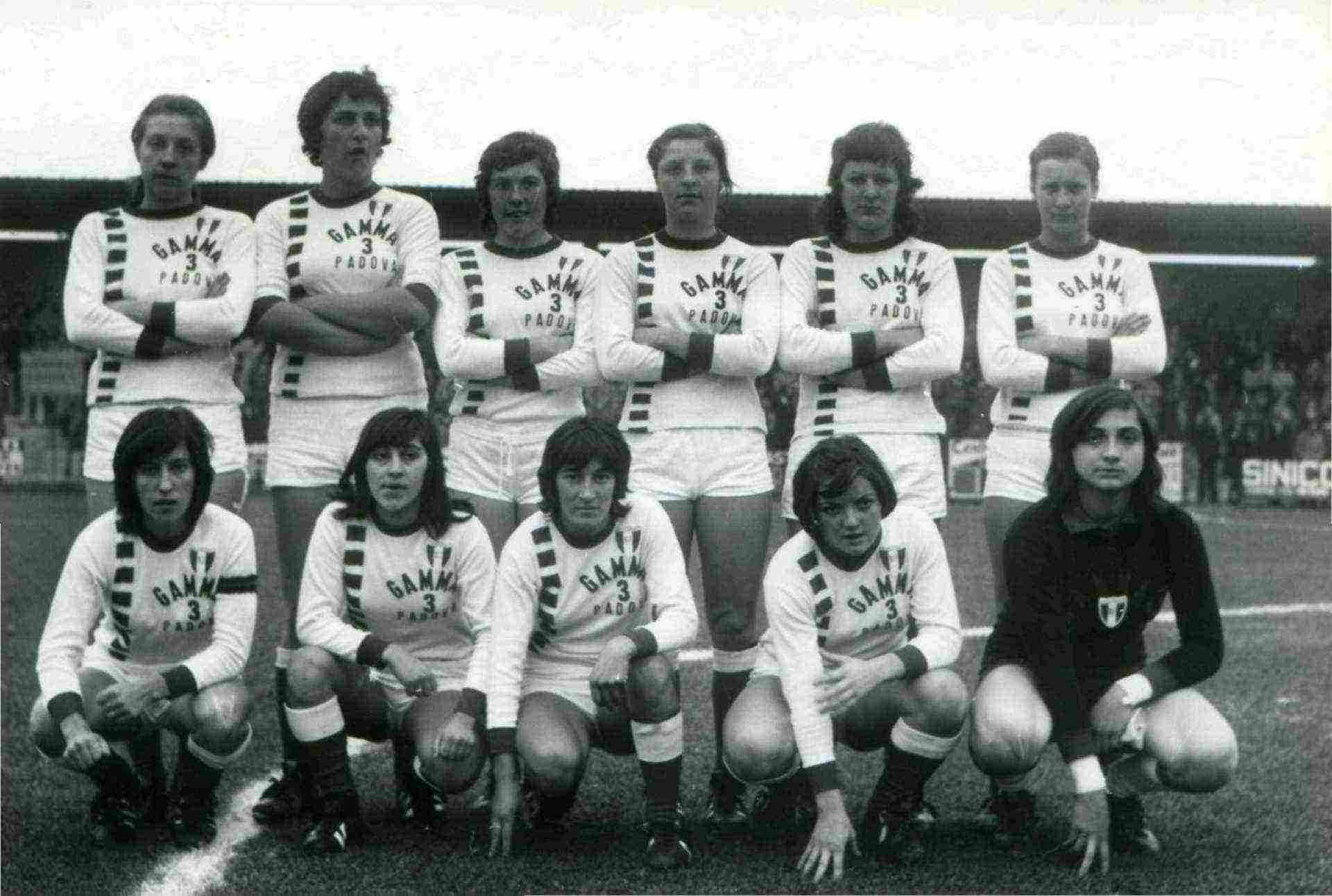
Le Campionesse d'Italia con lo Scudetto del 1972 al petto.

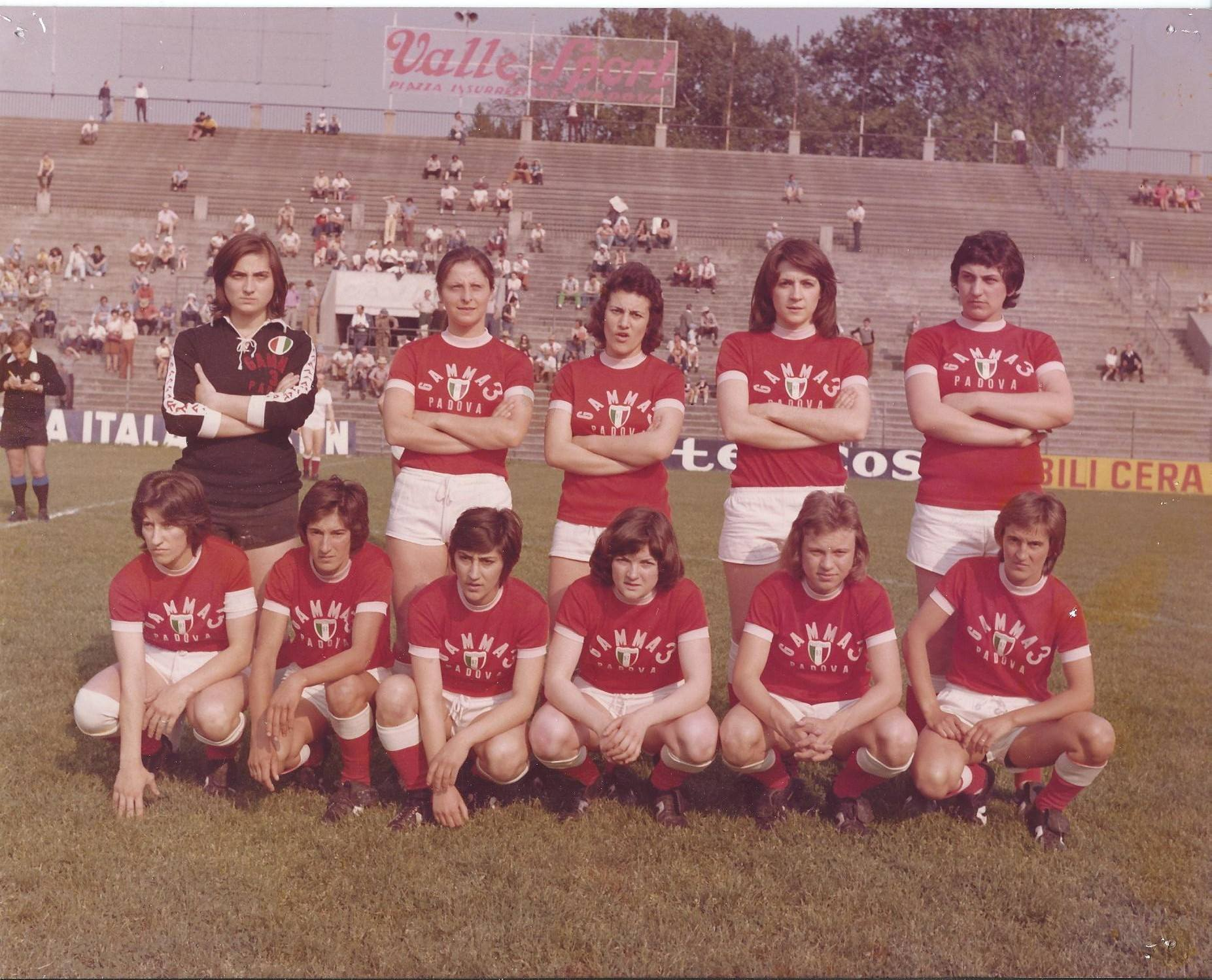
Le Campionesse d'Italia con lo Scudetto petto.

Fondata nel 1971 da Paolo Mescalchin, titolare della ditta "Gamma 3", con denominazione Padova Gamma 3, nella sua storia ha vinto lo scudetto nel 1972 dopo lo spareggio giocato il 19 settembre 1972 all'Appiani di Padova contro il Bergamo (4-2 d.t.s., essendo i tempi regolamentari terminati sul 2-2) e nel 1973, e una Coppa Italia nel 1974.
Nel 1977 la "Gamma 3" cessò di sponsorizzare la società, la quale continuò a disputare il campionato di Serie A cambiando la denominazione in Associazione Calcio Femminile Padova. Alla fine della stagione successiva la società chiese alla F.I.G.C.F. di rimanere inattiva per "causa di forza maggiore". Conservò il vincolo economico delle calciatrici per due anni avendo delle pendenze economiche con la federazione, dopodiché, avendole cedute tutte e risolto i problemi con la F.I.G.C.F., venne definitivamente dichiarata inattiva.
Nel 1981 venne rifondata con denominazione G.S. Castagnara di Cadoneghe e dopo due stagione cambiò denominazione in Unione Calcio Femminile Padova. Con due promozioni consecutive dalla Serie C ritornò in Serie A nella stagione 1985-1986.
Entrata in ambito F.I.G.C. nel 1986, con due retrocessioni consecutive ritornò in Serie C e, alla fine della stagione 1987-1988, si fuse con l'U.C.F. Cadoneghe per diventare U.F.C. Padova.

### Il calcio femminile a Padova dopo il Gamma 3 Padova
Successivamente il calcio femminile a Padova è stato portato avanti dal Ženský-Padova Femminile che, dal 2015, divenne Calcio Padova Femminile, che usa gli stessi colori, ovvero il bianco e il rosso, del Padova Gamma 3 e del Calcio Padova.

## Denominazioni
- Associazione Calcio Femminile Gamma 3 Padova (1971-1976)[4][5]
- Associazione Calcio Femminile Padova (1977-1978)
- Unione Calcio Femminile Padova (1984-1988)

## Stadio

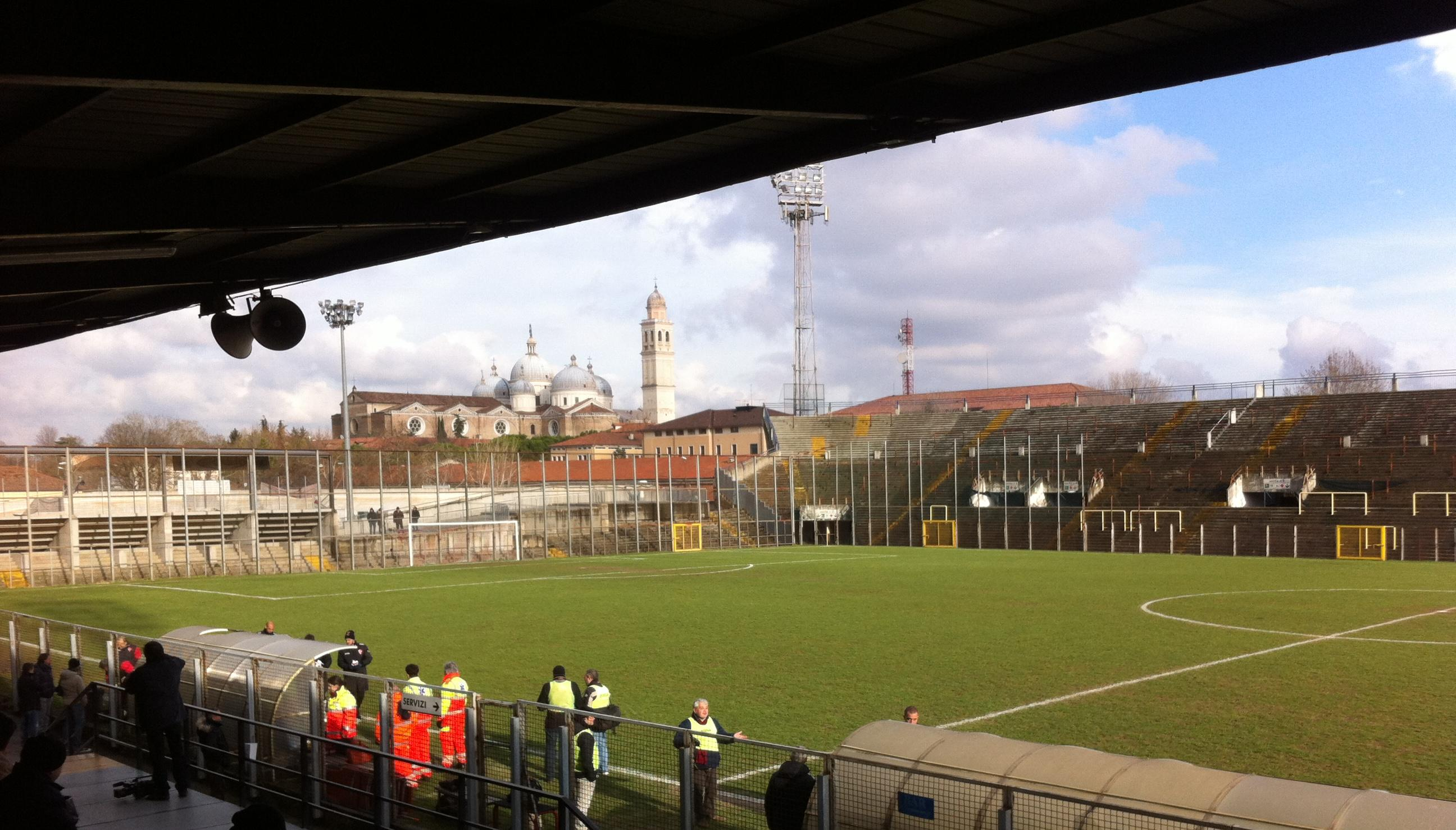
Lo Stadio Silvio Appiani di Padova.

L'Unione Calcio Femminile Padova, durante la sua storia, ha giocato le partite interne allo Stadio Silvio Appiani.

## Calciatrici
- Susanne Augustesen
- Conchi Sánchez
- Elisabetta Vignotto

## Palmarès

### Competizioni nazionali
- Campionato italiano: 2

1972, 1973
- Coppa Italia: 1

1974
- Campionato italiano di Serie B: 1

1985

### Altri piazzamenti
- Campionato italiano:

Secondo posto: 1974, 1975, 1977

## Statistiche e record

### Partecipazione ai campionati
| Livello | Categoria | Partecipazioni | Debutto | Ultima stagione | Totale |
| ------- | --------- | -------------- | ------- | --------------- | ------ |
| 1º      | Serie A   | 8              | 1972    | 1985-1986       | 8      |
| 2º      | Serie B   | 2              | 1985    | 1986-1987       | 2      |